# Château de Saint-Beauzély
Le château de Saint Beauzély, est un château fort remontant au XIIe siècle réaménagé à la fin du XVIe siècle, situé sur la commune Saint-Beauzély éponyme, dans le département de l'Aveyron.
Le décor intérieur fait l’objet d’une inscription au titre des monuments historiques depuis le 6 mars 1998.

## Situation
Le château de Saint Beauzély se situe sur le versant sud des monts du  Lévézou  au cœur de l'ancien village médiéval.

## Historique
Mentionné au XIIe siècle, il a subi un important réaménagement à la fin du XVIe siècle.

### Les guerres de religion
Le 16 octobre 1568, le château fut pris par les catholiques, ces derniers reprirent la place le 21 octobre 1570.
Le 15 février 1574, les papistes s'emparent à nouveau de la forteresse sous la conduite du capitaine Brunel (mémoire d'un calviniste de Millau).

### Chronologie des principaux détenteurs
- 1189 : mention de l'existence du château ;
- 1238 : propriété de Bernard du Lévézou ;
- 1255 : Combret ; à l'issue du mariage de Jausion de Lévézou avec Ermengault de Combret ;
- 1360 : achat par Bérenger d'Arpajon ;
- 1554 : Charlotte veuve de Jacques d'Arpajon vend à Bertrand de Castelpers ;
- 1580 : Bertrand de Castelpers vend au Seigneur de Broquiès ;
- 1597 : Jean de Tauriac se porte acquéreur à la suite de la saisie et de la vente judiciaire ;
- 1621 : Bernardine de Tauriac fille du précédent, épouse Antoine Grégoire des Gardies ;
- de 1629 à 1759 : Grégoire des Gardies ;
- 1759 : (novembre), les terres de Castelnau de Lévézou et de Saint Beauzély furent érigées en marquisat (de Pégayrolle) pour le président Hippolyte Julien de Pégayrolles.

Après 1789, le château fut vendu par la nation à Poujade de la Devèze. Sa sœur madame Saint Maur de Gaujal en fit don aux "œuvres charitables". Il fut vendu en 1835 aux sœurs de la Sainte famille de Villefranche qui l'ont aliéné en 1960 à la municipalité.

### La cité médiévale auXVIesiècle
Saint Beauzély de Lévezou avait deux portes fermées la nuit; les clés étaient remises tous les soirs au château par le sergent Banier. Les fortifications consistaient en une enceinte de muraille quadrangulaires que défendaient extérieurement de larges fossés.
Il subsiste, une partie des remparts du côté Nord qui sert de soubassement au clocher de l'église actuelle. Côté Ouest, le mur d'enceinte percé de trois ouvertures donnant accès à l'extérieur.
Au Sud, les  maisons furent adossées aux remparts et à l'Est l'ancienne fortification remonte jusqu'à rejoindre la porte de la Madeleine.
Le corps de garde où se tenait une petite garnison occupait la partie supérieure du porche enjambant la ruelle qui rejoignait la rue Saint Antoine, actuellement il soutient un étage d'habitation.

## Description
Dans son état actuel, il comprend deux ailes de bâtiments aux murs couronnées de mâchicoulis et couvertes d'ardoises de schiste. Une tour carrée émerge au centre de la façade principale sans la déborder.
Deux belles portes au sud et à l'est surmontées de frontons triangulaires donnent accès, à l'intérieur de l'édifice.
La porte de la Madeleine appuyée à la forteresse faisait office de porte d'entrée de la ville et permettait par un passage surmontée d'une échauguette d'accéder aux remparts.
Un grand escalier central dessert un rez-de-chaussée aux salles voutées et les trois étages de l'édifice. L'ensemble est éclairé par des fenêtres à meneaux.

## Tourisme
Le château conserve dans ses murs le  musée des métiers  de la pierre et de la vie rurale ; il est ouvert à la visite du 1er avril au 15 octobre.